# HU-345
HU-345是一种有机化合物，分子式C21H24O3，属于一种人工合成的HU大麻素，与其它大麻素相比，HU-345带有醌的结构，能抑制人工血管接環中发生的血管新生。